# Serges Deblé
Serges Deblé, né le 1er octobre 1989 à Anyama en Côte d'Ivoire, est un footballeur ivoirien évoluant au poste d'ailier. Ce joueur est réputé pour sa pointe de vitesse.

## Biographie
Il est connu dans son pays pour avoir réalisé le coup du chapeau avec l'ASEC Mimosas contre l'Issia Wazi dans la finale de la coupe de Côte d'Ivoire de football 2007. Les deux équipes n'ayant pu se départager dans le temps réglementaire, la finale se jouera donc aux prolongations. Serge Déblé rentre alors en jeu et va inscrire ses 3 buts dans les deux quarts d'heure de la prolongation.
Il a été repéré par Olivier Pickeu lors du Festival International Espoirs - Tournoi Maurice Revello 2008 où il participe avec l'équipe de Côte d'Ivoire des -20 ans. En 2010, il remporte le Festival International Espoirs - Tournoi Maurice Revello. Il sera nommé meilleur joueur de la compétition. Il sera ensuite prêté par Charlton Athletic (qui venait de le récupérer a l'ASEC Mimosas) au SCO Angers pour deux saisons.
Le dernier jour du mercato 2010, il est prêté avec option d'achat au FC Nantes ou il joue 26 matchs et inscrits 3 buts mais n'est pas conservé par le FC Nantes il retourne donc à Charlton Athletic.